# Uckange
Uckange – miejscowość i gmina we Francji, w regionie Grand Est, w departamencie Mozela.
Według danych na rok 1990 gminę zamieszkiwało 9189 osób, a gęstość zaludnienia wynosiła 1653 osób/km² (wśród 2335 gmin Lotaryngii Uckange plasuje się na 36. miejscu pod względem liczby ludności, natomiast pod względem powierzchni na miejscu 960.).